# Salvador Clotas
Salvador Clotas i Cierco (Barcelona, 4 de junio de 1938) es un político, escritor y editor de Cataluña, España, hermano de Higini Clotas. Licenciado en Filosofía y Letras por la Universidad de Barcelona, es miembro del Comité Ejecutivo del Partido de los Socialistas de Cataluña (PSC) y en el año 2000 fue miembro de la Comisión Ejecutiva Federal del Partido Socialista Obrero Español (PSOE).
Ha sido elegido diputado al Congreso por la circunscripción electoral de la provincia de Barcelona en las elecciones generales de 1982, 1986, 1989, 1993, 1996 y 2000. Ha sido vocal de la Comisión Parlamentaria de Control de Radio Televisión Española (2000-2004) y vocal de la subcomisión de medidas contra la piratería y otros derechos de propiedad intelectual (2002-2003). En la actualidad dirige la Fundación Pablo Iglesias y es miembro de la Fundación Rafael de Campalans.